# سوین استریتر
امبر دنیس «سوین» استریتر (به انگلیسی: Amber Denise "Sevyn" Streeter؛ زادهٔ ۷ ژوئیهٔ ۱۹۸۶) خوانندهٔ آمریکایی می‌باشد که بیشتر به‌عنوان سِوِن (به انگلیسی: Se7en) عضوی از تام گرل فور و ریچ‌گرل شناخته می‌شود. وی در سال ۲۰۱۲ قراردادی با آتلانتیک رکوردز امضا کرد و نخستین تک‌آهنگ خود را تحت عنوان «دوستش دارم» منتشر کرد.

## اوایل زندگی
استریتر در ۷ ژوئیهٔ سال ۱۹۸۶ و در هینز سیتی، فلوریدا از تیم و کارن استریتر زاده شد. وی با خوانندگی در کلیسا و نمایش‌های استعدادی بزرگ شد و وقتی ۵ سال سن داشت می‌دانست روزی برای امرار معاش خواننده می‌شود. وی در ۱۰ سالگی در شوتایم ات آپولو شرکت کرد کرد و خواندن «ولنتاین خنده‌دار من» به مقام اول رسید.